# Lone Rock (Iowa)
Lone Rock és una població dels Estats Units a l'estat d'Iowa. Segons el cens del 2000 tenia 157 habitants.

## Demografia
Segons el cens del 2000, Lone Rock tenia 157 habitants, 75 habitatges, i 42 famílies. La densitat de població era de 551,1 habitants/km².
Dels 75 habitatges en un 24% hi vivien nens de menys de 18 anys, en un 49,3% hi vivien parelles casades, en un 4% dones solteres, i en un 42,7% no eren unitats familiars. En el 42,7% dels habitatges hi vivien persones soles el 33,3% de les quals corresponia a persones de 65 anys o més que vivien soles. El nombre mitjà de persones vivint en cada habitatge era de 2,09 i el nombre mitjà de persones que vivien en cada família era de 2,86.
Per edats la població es repartia de la següent manera: un 22,9% tenia menys de 18 anys, un 4,5% entre 18 i 24, un 16,6% entre 25 i 44, un 24,8% de 45 a 60 i un 31,2% 65 anys o més.
L'edat mediana era de 48 anys. Per cada 100 dones de 18 o més anys hi havia 92,1 homes.
La renda mediana per habitatge era de 29.896 $ i la renda mediana per família de 36.875 $. Els homes tenien una renda mediana de 26.023 $ mentre que les dones 22.000 $. La renda per capita de la població era de 16.205 $. Entorn del 4,8% de les famílies i el 7,4% de la població estaven per davall del llindar de pobresa.

## Poblacions més properes
El següent diagrama mostra les poblacions més properes.